# Lista över Smålands större sjöar
Detta är en lista över Smålands större sjöar. Här listas alla insjöar med yta större än 15 km², vilka helt eller delvis ligger i Småland. 
| Namn       | Yta (km²) | Största djup (m) | Höjd över havet (m) | Avrinningsområde |
| ---------- | --------- | ---------------- | ------------------- | ---------------- |
| Bolmen     | 184       | 37               | 141,2               | Lagan            |
| Femlingen  | 17,1      | 3,8              | 159                 | Helge å          |
| Flåren     | 39        | 15               | 152                 | Lagan            |
| Helgasjön  | 49,5      | 25               | 162                 | Mörrumsån        |
| Innaren    | 16,2      | 19               | 176                 | Mörrumsån        |
| Mien       | 20,1      | 39               | 94,8                | Mieån            |
| Mycklaflon | 18,7      | 40,5             | 208                 | Emån             |
| Möckeln    | 45,4      | 12               | 136                 | Helge å          |
| Rottnen    | 34,2      | 22               | 149                 | Ronnebyån        |
| Rusken     | 32,9      | 16,4             | 181                 | Lagan            |
| Salen      | 22,0      | 6,6              | 142                 | Mörrumsån        |
| Solgen     | 22,2      | 20               | 195                 | Emån             |
| Sommen     | 132       | 53               | 147                 | Motala ström     |
| Unnen      | 21,7      | 25               | 144                 | Lagan            |
| Vidöstern  | 44,8      | 45               | 144                 | Lagan            |
| Vättern    | 1893      | 128              | 88,5                | Motala ström     |
| Åsnen      | 150,0     | 14               | 138,5               | Mörrumsån        |
| Örken      | 26,2      | 38               | 188                 | Mörrumsån        |